# AN/SPS-26
AN/SPS-26 — американский корабельный радар трёхмерного обзора с фазированной антенной решёткой компании Hughes. Первый американский радар с частотным сканированием (FRESCAN) по углу места.
Лабораторный прототип, использовавший клистронный генератор мощностью 1 МВт впервые продемонстрирован в августе 1953 года. В марте 1955 года начались разработки корабельного варианта радара. В августе 1957 года прототип был установлен и испытан на лидере эсминцев DL-1 «Норфолк». Во время испытаний AN/SPS-26 осуществлял сопровождение двух самолётов F3H, F11F или F9F на малых высотах при горизонтной дальности и на высотах до 13 700 м при дальности 180–200 км; Самолёт F8U Crusader при хороших атмосферных условиях сопровождался на высотах до 16 800 м и дальности до 120 км. Максимальная высота и дальность сопровождения составила 22 900 м и 300 км соответственно. 
Сканирование по углу места осуществлялось одновременно 26 узкими лучами разных частот, расположенными в вертикальной плоскости. Угловое расстояние между осями лучей по вертикали составляло 3° для 13 верхних лучей и 0,75° для 13 нижних. Сканирование по азимуту осуществлялось механическим вращением антенны со скоростью 15 об/мин. При включении режима индикации движущихся целей (MTI), скорость вращения уменьшалась.
В результате испытаний было установлено, что радар эффективен на дальностях до 150–170 км, что недостаточно, чтобы использовать его в качестве основного радара воздушного обзора и требует дополнительной установки радара дальнего обнаружения AN/SPS-17. В качестве радара наведения ракет AN/SPS-26 соответствует возможностям ракет «Талос» и недостаточен для ракет большей дальности.
Другим серьёзным недостатком AN/SPS-26 была его низкая надёжность.
В дальнейшем радар AN/SPS-26 подвергся существенной доработке и широко использовался в ВМФ США под названием AN/SPS-39. 